# Montecristo (film 2002)
Montecristo (The Count of Monte Cristo) è un film del 2002, diretto da Kevin Reynolds e scritto da Jay Wolpert, liberamente ispirato al romanzo Il conte di Montecristo di Alexandre Dumas.

## Trama
Il marinaio Edmond Dantès e il suo amico Fernando Mondego sbarcano di notte all'Isola d'Elba dalla nave Pharaon alla quale sono alle dipendenze in cerca di un medico che possa prestare delle cure al loro capitano che si è ammalato gravemente durante il ritorno a Marsiglia. Sull'isola vengono accolti dalle guardie di Napoleone con i due amici che vengono accompagnati dall'Imperatore esiliato sull'isola. Il capitano intanto muore e Napoleone, per aver messo a disposizione il proprio medico personale per tentare di salvare la vita al suo capitano, chiede in cambio a Dantès di recapitare una lettera ad un generale da parte sua, rassicurando il giovane che la lettera non contiene niente che possa comprometterlo. Fernando, geloso della relazione tra Edmond e la fidanzata Mercedes, di cui è segretamente innamorato, assiste allo scambio e durante la notte riesce a sottrarre la lettera dalla tasca interna della giacca di Edmond e dopo aver appreso il suo contenuto, appena sbarcati, riferisce tutto al contabile della nave, il signor Danglars che, a sua volta, avverte l'armatore proprietario della nave, il signor Morrel, dicendogli che sospetta che Dantès agisca per conto di Napoleone. L'armatore non cede alle insinuazioni del contabile e, anzi, promuove Dantès come nuovo capitano della nave suscitando l'invidia e la rabbia di Danglars.
Durante una visita a suo padre in compagnia di Mercedes, Dantès viene arrestato e portato al cospetto del sostituto procuratore del re Gerard de Villefort che era stato avvertito della consegna della lettera da Fernando. Villefort, che leggendo la lettera si rende conto che il destinatario è Monsieur Clarion, suo padre, fedele bonapartista, per evitare un coinvolgimento personale brucia la lettera in presenza di Edmond, dicendogli che il contenuto non è importante e che lo lascia libero per mancanza di prove del suo tradimento. Quando Edmond capisce di essere stato raggirato, riesce a scappare rifugiandosi da quello che crede l'amico Fernando ma quando scopre che anch'egli confabula contro di lui, sfida Fernando a duello ma quest'ultimo, maggiormente addestrato, prevale su di lui che nel frattempo viene raggiunto dalle guardie di Villefort e condotto al Castello d'If e rinchiuso, senza aver avuto né un processo né una spiegazione, in una segreta sotto la custodia dello spietato direttore del carcere, Monsieur Armand Dorleac. Dopo quattro anni, ormai totalmente rassegnato dal fatto di essere stato abbandonato al suo destino anche da Dio, sbuca letteralmente dal terreno un detenuto, l'Abate Faria, che, nello scavare un tunnel per evadere, sbaglia i calcoli e arriva nella cella di Dantès. I due si coalizzano e decidono di proseguire nello scavare un altro tunnel insieme nella direzione opposta, per raggiungere l'esterno. Negli anni che impiegano a scavare, Faria istruisce Edmond su tutte le materie a lui conosciute tra cui l'addestramento militare. Inoltre lo aiuterà a capire che oltre a Fernando, anche Danglars è coinvolto e Villefort ha cercato di proteggere se stesso, capendo che il destinatario della lettera era il padre
Quando sono praticamente giunti oltre il muro esterno, nella galleria si verifica un crollo che uccide l'abate ma, prima di spirare, il prete confida a Dantès dell'esistenza di un tesoro appartenuto al suo comandante Enrico Spada che si trova nascosto sull'Isola di Montecristo, e gli consegna la mappa per trovarlo. Poco dopo giungono i secondini della prigione che avvolgono il corpo dell'abate in un sacco ed escono per un momento dalla cella per andare ad avvertire Dorleac dell'accaduto. Giusto il tempo che necessita a Edmond per sostituirsi al corpo del prete, che a sua volta nasconde nella sua cella, i secondini ritornano e, usciti dal Castello per gettare il corpo in mare, che credono dell'abate, dalla scogliera, uno si accorge dello scambio e cerca invano di avvertire Dorleac che viene trascinato giù dalla scogliera da Edmond durante il lancio del sacco. Riuscito a sfilare le chiavi dalla cintura di Dorleac durante la caduta, riesce a liberarsi dei pesi che erano stati posti all'altezza dei piedi per mandare il sacco a fondo e nel risalire in superficie, affoga Dorleac che stava cercando di risalire la scogliera. 
Finalmente libero dopo 13 anni di prigionia, riesce a raggiungere un'isola vicino dove trova dei contrabbandieri capitanati da Luigi Vampa. Costui gli chiede di scontrarsi a duello con un suo marinaio traditore, tale Jacopo, il quale aveva tentato di tenersi il loro ultimo bottino tutto per sé. I due si scontrano e, risparmiato da Dantès, Jacopo gli giura eterna fedeltà. Successivamente Jacopo viene reintegrato dalla ciurma con Edmond che si unisce agli uomini di Vampa per tornare a Marsiglia. 
Una volta sbarcati, Edmond si reca presso la casa del suo vecchio principale, Monsieur Morrel, il quale non riconosce Edmond ma gli rivela che suo padre si è impiccato subito dopo aver saputo del suo apparente tradimento e che, dopo un mese dalla sua prigionia, l'ex fidanzata Mercedes si è sposata con l'amico traditore Fernando, diventato conte dopo aver ereditato la fortuna del padre. Danglars è diventato il nuovo armatore, dopo aver ingannato Morrel. Ancora scosso da quanto udito, Edmond, ancora più desideroso di vendetta, poco prima di andarsene, ringrazia il suo ex datore di lavoro per le preziose informazioni ricevute con una ricompensa in denaro e il giorno seguente, con una scialuppa rimediata da Jacopo, raggiunge l'isola di Montecristo e con il suo aiuto si appropria di tutto il tesoro di Spada nascosto sul fondo di una grotta marina e parte alla volta di Parigi sotto il falso nome del ricco Conte di Montecristo.
Una volta giunti sul luogo, il conte si appresta a mettere in atto il suo piano di vendetta organizzando un ricevimento nel suo lussuoso maniero invitando i maggiori aristocratici della città per cominciare a studiare le prime mosse da attuare. Naturalmente tutti quanti accettano l'invito, tra cui i maggiori responsabili del suo esilio ovvero Fernando, Villefort e la contessa Mondego, che non è altro che la sua fidanzata Mercedes, che vedendolo, sembra essere l'unica a riconoscerlo.
Successivamente Jacopo scopre che Fernando e Mercedes hanno un figlio di nome Alberto e, dopo aver informato il conte, partono alla volta di Roma dove Alberto stava soggiornando per festeggiare il carnevale con alcuni suoi amici. Attirato nelle grotte romane da un'avvenente ragazza, Alberto viene catturato da alcuni furfanti capitanati da Luigi Vampa, in combutta col conte, che sopraggiunge disarmando i rapitori e liberando Alberto. Tutto ciò è stato escogitato dal conte per potersi guadagnare la fiducia di Alberto, con l'intento di utilizzarlo come pedina per arrivare ai suoi scopi vendicativi. Come gesto di riconoscenza per avergli salvato la vita, Alberto invita il conte alla sua festa di compleanno a Parigi per presentargli i suoi genitori, i quali si sentono in debito col conte per il gesto eroico compiuto. Il conte, proprio come aveva pianificato, riesce ad entrare nelle grazie di Mondego e anche nel giro d'affari di Villefort, presente anch'egli alla festa, con lo scopo finale di raggirarli entrambi. A fine serata, mentre Montecristo si appresta a tornare nella sua dimora, Mercedes si fa trovare nella sua carrozza e si getta tra le sue braccia ma lui la respinge dicendole che non è chi crede che sia e la fa riaccompagnare a casa. Intanto Villefort e Mondego vengono a sapere che il conte è in possesso del tesoro di Spada e affidano a Danglars il compito di rubarglielo una volta che la sua nave attraccherà in porto. Montecristo, che aveva previsto tutto questo, raggiunge Danglars che è in procinto di svignarsela con i forzieri rubati ma nel frattempo sopraggiungono anche le guardie che lo dichiarano in arresto. Credendo di essere stato tradito da Mondego, Danglars si batte con Montecristo rimanendo impiccato ad una cima della nave, rivelandogli chi è veramente. Successivamente, affronta Villefort in un bagno turco svelandogli chi è in realtà e dicendogli che sa che ha fatto assassinare il destinatario della lettera, e cioè suo padre, per non essere indagato a sua volta senza che venisse mai aperta un'indagine sul presunto colpevole che poi si è rivelato essere il socio d'affari Mondego. Villefort, convinto di essere solo con il conte, confessa l'accaduto ma alle sue spalle si presentano dei gendarmi che, avvertiti da Montecristo, hanno assistito alla scena e arrestano Villefort per istigazione all'omicidio.
Mercedes successivamente si fa trovare in casa del conte, gli rinnova la convinzione che lei ormai sa che lui è proprio Edmond e gli confida che ha sposato Mondego perché Villefort, dopo un mese di richieste sulla sua sorte, le ha detto che era stato giustiziato in cella. Questa volta Edmond non respinge la sua amata e i due trascorrono la notte insieme fino al mattino successivo.
Intanto, Mondego cerca di scappare da Parigi perché non riesce a pagare i suoi debiti e con i gendarmi alle costole, dice a Mercedes di seguirlo ma lei si rifiuta e gli confessa che Alberto in realtà non è suo figlio ma il figlio di Edmond Dantès. Mondego la rinnega e raggiunge a cavallo il tesoro del Conte che era stato portato in un casolare di famiglia abbandonato, sorvegliato da Edmond e Jacopo. Arrivato, si accorge di essere stato ingannato perché i bauli sono pieni di sabbia e intanto viene raggiunto da Montecristo che si rivela a Fernando. Dopo uno sgomento iniziale da parte di quest'ultimo, i due si sfidano ma Edmond riesce a disarmare momentaneamente l'avversario fino a quando non sopraggiunge Alberto in difesa di Mondego, ancora all'oscuro del fatto che sia Dantès il suo vero padre; arriva anche Mercedes, che confessa al figlio che in realtà suo padre è il conte di Montecristo ma Fernando rinnega per cercare di salvarsi la vita. La confessione sconvolge Alberto e lo stesso Montecristo. Nel frattempo Mondego riesce a liberarsi e caricare la pistola con l'ultimo colpo rimasto sparando a Mercedes, la quale, grazie all'intervento di Jacopo che con un coltello riesce a deviare la traiettoria di tiro, non viene colpita mortalmente riuscendo a salvarsi. Fernando ne approfitta per scappare ma quando si rende conto che ora lui non possiede più niente al contrario di Edmond, torna indietro per affrontarlo nuovamente ma stavolta Edmond, grazie agli insegnamenti dell'Abate Faria, riuscirà ad avere la meglio e ad ucciderlo.
Tre mesi dopo, Montecristo torna a Marsiglia per comprare il Castello d'If con l'intento di farlo demolire e poco prima di partire per Parigi con Mercedes e Alberto per cominciare una nuova vita insieme, ringrazia l'abate Faria per avergli restituito la fede in Dio promettendogli che d'ora in poi userà tutte le sue ricchezze per fare del bene.

## Personaggi e interpreti
- James Caviezel è Edmond Dantès, che diventerà il conte di Montecristo dopo 14 anni di prigionia e dopo essere evaso, aver recuperato il tesoro ed essere tornato a Parigi, senza essere riconosciuto dai suoi traditori. Nel romanzo omonimo, Dantès rimane in prigione 14 anni e per altri 9 gira l'Oriente per apprendere i segreti della chimica e della medicina. In più, oltre ai panni del conte di Montecristo, vestirà i panni di diversi personaggi per poter cominciare ad attuare la sua vendetta verso coloro che lo hanno fatto imprigionare ingiustamente.
- Guy Pearce è Fernando Mondego, migliore amico di Edmond che lo tradirà e, successivamente, sposerà la fidanzata di Dantès. Nel romanzo Fernando è il cugino di Mercedes ed è in realtà un nemico di Edmond, dato che è anch'esso innamorato di Mercedes e non è alle dipendenze dell'armatore Morrel né fa parte dell'equipaggio del Pharaon. Diventerà successivamente il conte di Morcerf, mentre nel film è conte sin dall'inizio.
- Richard Harris è l'Abate Faria, l'anziano vicino di cella che svela a Edmond il nascondiglio del tesoro sull'Isola di Montecristo prima di rimanere ucciso dal crollo di una galleria che scavavano insieme per evadere. Nel romanzo omonimo, l'abate muore per conseguenze dovute ad un terzo attacco di malattia, probabilmente un ictus.
- James Frain è Gérard de Villefort, il procuratore del re che incarcera ingiustamente Edmond per evitare un'accusa di tradimento da parte di suo padre. Nel film è sposato con Valentine de Villefort, mentre nel romanzo Valentine è sua figlia ed è coinvolta con l'intera famiglia nella storia. In più, il suo personaggio nel romanzo ha avuto una relazione di nascosto con la baronessa Hermine Danglars dalla quale ha avuto un figlio che crede morto. Il ragazzo in realtà è vivo ed è un brigante. Dopo varie altre macchinazioni da parte del conte, Villefort perde la ragione mentre nel film viene arrestato in un bagno turco.
- Dagmara Domińczyk è Mercedes, la fidanzata di Edmond prima di essere imprigionato che successivamente sposa Fernand Mondego. È l'unica che si accorge subito che il conte è Dantès e lo affronta la prima sera che lo incontra. Nel romanzo, Mercedes non dà adito a Dantès di averlo riconosciuto fino al momento in cui dovrà chiedergli aiuto per salvare suo figlio Albert.
- Michael Wincott è Armand Dorleac, il carceriere che tortura Dantès durante gli anni in cui è prigioniero al Castello d'If.
- Luis Guzmán è Jacopo, marinaio che diventerà fedele servo del conte. Nel romanzo, l'incontro con Jacopo avviene su una barca genovese che salva Dantès dopo la sua fuga dalla prigione e i fedeli servitori che seguono sempre il conte sono Alì e Bertuccio, mentre Jacopo diventa il capitano del lussuoso panfilo del conte.
- JB Blanc è Luigi Vampa, un brigante che Dantès incontra sull'isola in cui approda non appena scappato di prigione. Nel romanzo i due si incontrano in occasione di un'escursione del conte in cui pare si sia perso e chiede informazioni ad una coppia di pastori (uno dei quali è proprio Vampa). Dopo questo fugace incontro, Vampa diventa servitore fedele del conte e rapisce per suo conto il banchiere Barone Danglars. Nel film i Vampa e Danglars non si incontrano mai.
- Albie Woodington è Danglars, contabile della nave Pharaon che insinua il tradimento di Dantès. Nel romanzo è una figura piuttosto importante e diventa un ricco e potente banchiere mentre nel film rimane marginale e continua a lavorare sulle navi.
- Henry Cavill è Albert, figlio di Mercedes e di Fernand (nel film si scopre essere alla fine figlio di Edmond e non di Fernand). Conosce il conte durante un suo soggiorno a Roma.

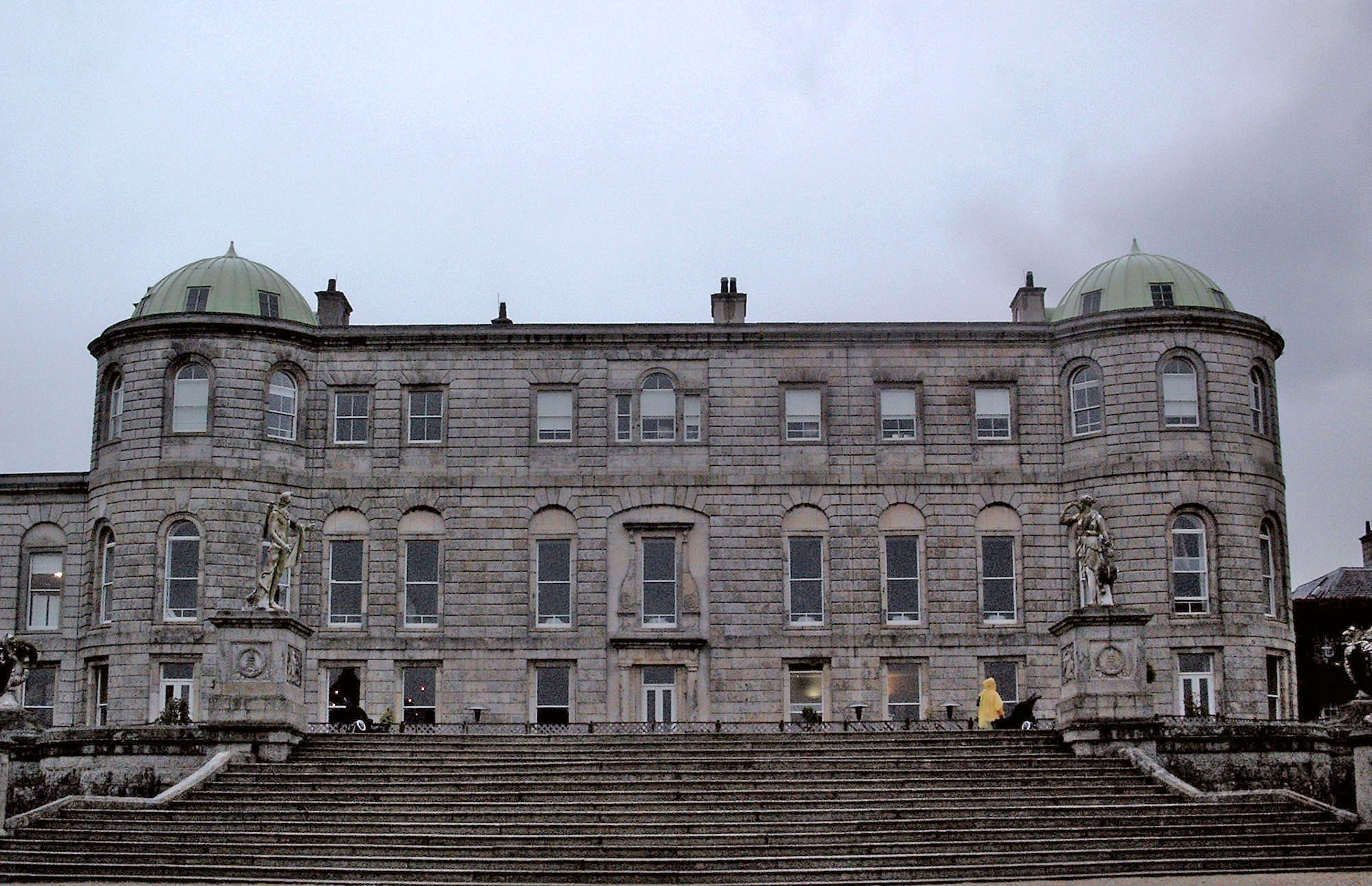
La mansione di Powerscourt, una delle location del film

## Produzione

### Riprese
Le riprese del film si sono svolte principalmente in varie contee irlandesi come Wicklow, contea di Dublino e Wexford. Il castello che fa da sfondo all'entrata in società del conte è la mansione di Powerscourt.
Altra location utilizzata nel film è Malta e precisamente Comino, una delle isole dell'arcipelago maltese per rappresentare il porto e la città di Marsiglia.

## Distribuzione

### Data di uscita
| Date di uscita internazionali | Date di uscita internazionali        | Date di uscita internazionali |
| Paese                         | Titolo film                          | Date                          |
| ----------------------------- | ------------------------------------ | ----------------------------- |
| Stati Uniti                   | The Count of Monte Cristo            | 23 gennaio 2002               |
| Israele                       | The Count of Monte Cristo            | 14 febbraio 2002              |
| Russia                        | The Count of Monte Cristo            | 21 febbraio 2002              |
| Rep. Ceca                     | Hrabe Monte Cristo                   | 28 febbraio 2002              |
| Grecia                        | O komis Monte Cristo                 | 22 marzo 2002                 |
| Spagna                        | La venganza del conde de Montecristo | 5 aprile 2002                 |
| Francia                       | La vengeance de Monte Cristo         | 17 aprile 2002                |
| Argentina                     | El conde de Monte Cristo             | 18 aprile 2002                |
| Regno Unito                   | The Count of Monte Cristo            | 19 aprile 2002                |
| Brasile                       | O Conde de Monte Cristo              | 1º maggio 2002                |
| Australia                     | The Count of Monte Cristo            | 2 maggio 2002                 |
| Italia                        | Montecristo                          | 3 maggio 2002                 |
| Turchia                       | Monte Cristo                         | 3 maggio 2002                 |
| Germania                      | Monte Cristo                         | 9 maggio 2002                 |
| Ungheria                      | Monte Christo grófja                 | 6 giugno 2002                 |
| Norvegia                      | Greven av Monte Cristo               | 5 luglio 2002                 |
| Svezia                        | Greven av Monte Cristo               | 12 luglio 2002                |